# 7 Gwardyjski Korpus Kawalerii (ZSRR)

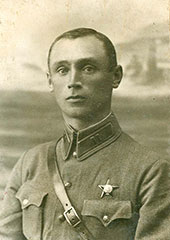
Michaił Konstantinow, dowódca 7 KKgw na fotografii z lat trzydziestych.

7 Gwardyjski Korpus Kawalerii (ros. 7-й гвардейский кавалерийский корпус) – oddział kawalerii Armii Czerwonej utworzony podczas II wojny światowej, przez przemianowanie 8 Korpusu Kawalerii.
7 Gwardyjski Korpus Kawalerii (7 KKgw) został utworzony 14 lutego 1943 roku przez przemianowanie 8 Korpusu Kawalerii. Za chwalebny czyny bojowe w dotychczasowych działaniach bojowych przeciw armii niemieckiej korpus nazwano gwardyjskim. W czasie walk Armii Czerwonej z armią niemiecką na ziemiach polskich 7 Gwardyjski Korpus Kawalerii wchodził w skład 1 Frontu Białoruskiego i uczestniczył w działaniach bojowych 69 Armii. 
Dowodzony przez gen. lejtn. Michaiła Konstantinowa 7 KKgw brał udział w walkach o Chełm, o uchwycenie przyczółka w rejonie Kazimierza Dolnego, Tomaszów Mazowiecki, Pabianice, Sieradz, Kalisz i  Jarocin. 
Wspólnie z polską 2 Dywizją Artylerii i innymi oddziałami Armii Czerwonej kawalerzyści z 7 KKgw okrążyli i rozbili w rejonie Trzebiatowa znaczne siły niemieckie. W tym czasie w składzie 7 KKgw walczyła też polska 1 Brygada Kawalerii.

## Dowództwo korpusu
dowódcy:
- płk Ryszard Gołowanowski (1943-1943)
- gen. mjr Jakow Szaraburko (1943-1943
- gen. mjr Michaił Maliew (1943-1943)
- gen. lejtn. Michaił Konstantinow (1943-1945)

szef sztabu:
- płk Aleksiej Prilepskij

## Struktura organizacyjna
- 14 Gwardyjska Dywizja Kawalerii
- 15 Gwardyjska Dywizja Kawalerii
- 16 Gwardyjski Dywizja Kawalerii[6] oraz 39 Brygada Artylerii Przeciwpancernej, 75 Pułk Artylerii Rakietowej i  polska 1 Brygada Kawalerii w czasie walk na Pomorzu[4].